# Jorge Ubico
Jorge Ubico y Castañeda (født 10. november 1878, død 14. juni 1946) var præsident i Guatemala i 1931-44.
Ubico var militærofficier af karriere og blev guvernør for provinserne Alta Verapaz og Retalhuleu. I 1921 hjalp han general José Orellana til at tage magten i et statskup. Ubico blev forsvarsminister, men trak sig tilbage i 1922. Han var præsidentkandidat i 1926, men tabte til Lázaro Chacón.
Han vandt præsidentvalget i 1931, hvor han var den eneste kandidat. Han regerede som diktator, indtil et statskup i 1944 væltede ham.
Han gik i eksil og døde i New Orleans.